# Rhodri Morgan
Rhodri Morgan (født 29. september 1939, død 17. maj 2017) var en walisisk politiker og den anden førsteminister for Wales. Han var født i Cardiff og uddannet på blandt andet Oxford Universitet og Harvard Universitet. Han arbejdede for South Glamorgan County Council i perioden 1974-80, hvor han blev leder af EU's kontor i Wales. Han blev valgt som Labour-medlem af det britiske parlament for Cardiff West i 1987. I perioden 1988-94 var han vicemiljøtalsmand. Han var også formand for Underhusets valgkomite for offentlig administration (1997-99), oppositionens talsmand på energispørgsmål (1988-92) samt Wales-spørgsmål (1992-97). Han blev førsteminister 16. oktober 2000 efter at have haft samme post under dens tidligere navn, førstesekretær, siden februar samme år. Han udpegedes til Privy Council (gehejmeråd) i juli 2000.
Som stærk tilhænger af øget walisisk selvstyre stillede Morgan op som Labours kandidat til posten som førstesekretær i Wales' lovgivende forsamling. Han tabte til den daværende førstesekretær, Ron Davies. Davies blev imidlertid tvunget til at trække sig tilbage efter en påstået sexskandale, hvorpå Morgan igen stillede op som Labours kandidat. Hans modstander, Alun Michael, der var blevet Davies' afløser på posten som førstesekretær, blev imidlertid foretrukket af Labour-toppen.
Michael blev valgt til posten, men trak sig tilbage knap et år senere med udsigt til et mistillidsvotum og udbredte intriger mod ham af medlemmer fra hans eget parti samt fra blandt andet regeringen. Rhodri Morgan blev nu omsider Labours kandidat og efterfølgende valgt til posten som førstesekretær. Han undlod efterfølgende genopstilling ved valget til Parlamentet i 2001.
Morgans ledelse er blevet karakteriseret ved en villighed til at holde afstand til flere punkter i Labours generelle partipolitik, specielt hvad angår planer om at indføre valg i den offentlige service. Kritikere har beklaget sig over problemer i de offentlige servicetilbud, især på sundhedsområdet, hvor hospitalernes ventelister er meget længere end i England. I en tale til det nationale center for offentlig politik i november 2002 udtalte Morgan sin modstand mod betalingshospitaler (et engelsk Labour-forslag). 
1. maj 2003 vandt Labour under Morgans ledelse valget til Wales' lovgivende forsamling. Det lykkedes Morgan at opnå så mange stemmer, at Labour alene havde flertal (30 af 60 pladser), og han udnævnte sin regering 9. maj. Ved dette valg genvandt Labour den popularitet, som var på toppen, inden Alun Michael blev upopulær i 1999.
Rhodri Morgan er gift med Julie Morgan, der ligeledes er politiker og parlamentsmedlem for Labour.